# Laurens Janszoon Costerprijs

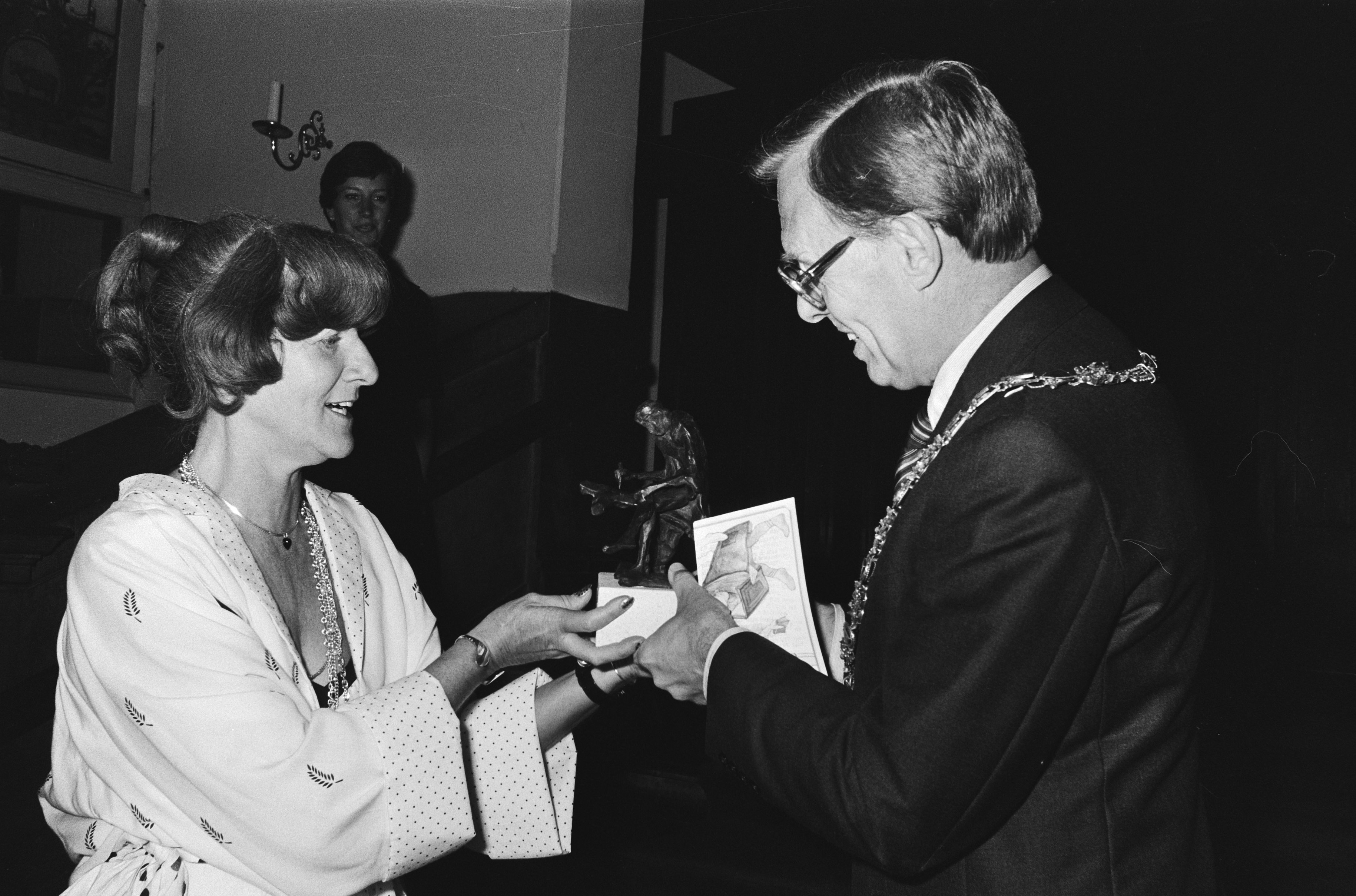
Miep Diekmann ontvangt de Laurens Janszoon Costerprijs in 1979

De Laurens Janszoon Costerprijs is een voormalige literaire prijs voor personen of instellingen die bijzondere inspanningen hebben geleverd ten behoeve van het Nederlandse boek. De prijs is uitgereikt van 1971 tot 2011 en is vernoemd naar Laurens Janszoon Coster.
De Laurens Janszoon Costerprijs wordt toegekend als blijk van waardering voor personen of instellingen die bijzondere inspanningen hebben geleverd ten behoeve van het Nederlandse boek. De prijs wordt uitgereikt door de De Stichting Laurens Janszoon Coster. Die stichting heeft tot doel het bevorderen van de belangstelling voor het Nederlandse boek in de ruimste zin en voor kleinschalige uitgaven van het gedrukte woord in het bijzonder en verder al hetgeen hiermee rechtstreeks of zijdelings verband houdt of daartoe bevorderlijk kan zijn. De prijs bestaat uit een geldbedrag van 3500 euro en een sculptuur.
Sinds de statutenwijziging van 2004 organiseert de Stichting in de oneven jaren de uitreiking van de Laurens Janszoon Costerprijs en de even jaren de uitverkiezing en tentoonstelling van de mooiste marginale drukwerken van de voorafgaande twee jaren (Mooi Marginaal).

## Gelauwerden
- 2013 - Niet uitgereikt wegens gebrek aan middelen bij de organisatie.[1]
- 2011 - Gerrit Noordzij (vormgever, letterontwerper, schrifttheoreticus)
- 2009 - Laurens van Krevelen (voormalig uitgever, dichter, vertaler en essayist)
- 2007 - Bram de Does (grafisch vormgever)
- 2005 - Hans Keller (televisiemaker)
- 1999 - Kees Fens (criticus)
- 1995 - Joost Ritman (oprichter van de Bibliotheca Philosophica Hermetica)
- 1991 - Wilma Schumacher (antiquaar)
- 1988 - Anthon Beeke (vormgever)
- 1986 - Herman de la Fontaine Verwey (boekhistoricus en bibliothecaris)
- 1985 - Uitgeverij Meulenhoff Educatief
- 1983 - Huib van Krimpen en de Stichting Drukwerk in de Marge
- 1981 - Martin Mooy (organisator van Poetry International)
- 1979 - Miep Diekmann (schrijfster)
- 1978 - Jan de Slegte (boekhandelaar)
- 1977 - Uitgeverij Geert van Oorschot